# Mihály Kata
Mihály Kata, né le 13 avril 2002 à Budapest en Hongrie, est un footballeur international hongrois qui évolue au poste de milieu central au MTK Budapest.

## Biographie

### En club
Né à Budapest en Hongrie, Mihály Kata commence le football au BVSC-ZuglóE avant de poursuivre sa formation au Dalnoki Akadémia, puis au MTK Budapest, qu'il rejoint en 2013. Il joue son premier match en professionnel avec ce club, le 31 octobre 2018, lors d'une rencontre de coupe de Hongrie contre le Vecsési FC (en). Il entre en jeu et son équipe s'impose par cinq buts à zéro. Lors de l'année 2019 il est choisi comme Découverte de l'année récompensant chaque année le meilleur jeune joueur du MTK Budapest.
Kata inscrit son premier but en professionnel le 13 décembre 2020, lors d'une rencontre de championnat face au Diósgyőri VTK. Titulaire ce jour-là, il marque dans le temps additionnel de la seconde période, permettant à son équipe de s'imposer (1-0 score final),.

### En sélection
Mihály Kata commence sa carrière internationale avec l'équipe de Hongrie des moins de 16 ans. Il joue cinq matchs avec cette sélection, entre 2017 et 2018.
Il représente aussi l'équipe de Hongrie des moins de 17 ans. Avec cette sélection il est retenu pour participer au Championnat d'Europe des moins de 17 ans en 2019. Lors de ce tournoi organisé en Irlande il joue quatre matchs en tant que titulaire et son équipe, battue en quarts de finale par l'Espagne aux tirs au but, remporte le match pour la cinquième place contre la Belgique, également aux tirs au but.
Il participe également avec cette sélection à la Coupe du monde des moins de 17 ans en 2019. Lors du mondial junior organisé au Brésil, il joue deux matchs. Avec un bilan d'un nul et deux défaites, la Hongrie est éliminée dès le premier tour.
En août 2023, Mihály Kata est convoqué pour la première fois avec l'équipe nationale de Hongrie par le sélectionneur Marco Rossi, pour des matchs comptant pour les éliminatoires de l'Euro 2024. Il honore finalement sa première sélection avec la Hongrie le 7 septembre 2023, face à la Serbie. Il entre en jeu à la place d'Ádám Nagy et son équipe l'emporte par deux buts à un,.
En mai 2024, il est sélectionné par Marco Rossi pour participer à l'Euro 2024 avec la Hongrie.